# کاتاژینا پیرشچونیک
کاتاژینا پیرشچونیک (لهستانی: Katarzyna Pierścioneks؛ زادهٔ ۲۲ مه ۱۹۸۱) بازیگر اهل لهستان است.
از فیلم‌ها یا مجموعه‌های تلویزیونی که وی در آن‌ها نقش داشته‌است، می‌توان به عشق اول، ع چون عشق، در خیابان سپولنی، ۳۹ و نیم، خودِ زندگی، پدر متیو، در خوشی و سختی، رنگ‌های خوشبختی و طایفه اشاره نمود.